# برناردو دومينغيز
برناردو دومينغيز (بالإسبانية: Bernardo Domínguez Fernández) (و. 1979  م) هو لاعب كرة قدم، من إسبانيا، ولد في صفراء، بطليوس، يلعب كحارس مرمى.

## روابط خارجية
- برناردو دومينغيز على موقع قاعدة بيانات كرة القدم.إي يو (الإنجليزية)
- برناردو دومينغيز على موقع Soccerway.com (الإنجليزية)
- برناردو دومينغيز على موقع AS.com (الإسبانية)